# Grand Prix Itálie 1951
Grand Prix Itálie (XXII Gran Premio d'Italia) byla 7. závodem sezóny 1951, který se konal 16. září 1951 na okruhu Autodromo Nazionale Monza. V závodě zvítězil Alberto Ascari na voze Ferrari.

## Účastníci
Tým Alfa Romeo SpA přijel do Itálie prakticky potvrdit titul mistra světa pro Juana Manuela Fangia, který vedl o 10 bodů před Ascarim na Ferrari, a pomáhat mu měli Giuseppe Farina, Toulo de Graffenried a Felice Bonetto. Ferrari muselo vyhrát, aby před poslední velkou cenou mohlo pomýšlet na titul a Scuderia Ferrari vyrukovala s vůbec nejsilnější sestavou; Alberto Ascari, Luigi Villoresi, Piero Taruffi, José Froilan González, kteří ve svých rukou třímali superrychlé Ferrari 375 poháněné 12 válcovým V motorem. Další Ferrari sedlali soukromníci Chico Landi (Ferrari 375), Rudi Fischer (Ferrari 212) a Peter Whitehead (Ferrari 125). Talbot přestal být podporován továrnou a do závodu se s těmito vozy představili jen soukromníci Louis Rosier, Louis Chiron, Pierre Levegh, Yves Giraud-Cabantous, Johnny Claes a Jacques Swaters, kteří bodovali jen sporadicky, protože překonat rudou hradbu v podobě vozů Ferrari a Alfa Romeo bylo nemožné. Dalším francouzským týmem byl Equipe Gordini, ale čtyřválcové motory ve vozech Simca Gordini T15 nestačili na konkurenci a tak piloti Robert Manzon, André Simon a Maurice Trintignant nemohli pomýšlet na bodové ohodnocení. Jediným britským týmem byl BRM Ltd, který připravil vozy BRM P15, pilotované Reg Parnellem a Keni Richardsonem.

## Kvalifikace
| Poř.   | *  | Jezdec                | Konstruktér        | Čas       | Rozdíl |
| ------ | -- | --------------------- | ------------------ | --------- | ------ |
| 1      | 38 | Juan Manuel Fangio    | Alfa Romeo         | 1:53.2    | –      |
| 2      | 34 | Nino Farina           | Alfa Romeo         | 1:53.9    | + 0.7  |
| 3      | 2  | Alberto Ascari        | Ferrari            | 1:55.1    | + 1.9  |
| 4      | 6  | José Froilán González | Ferrari            | 1:55.9    | + 2.7  |
| 5      | 4  | Luigi Villoresi       | Ferrari            | 1:57.9    | + 4.7  |
| 6      | 8  | Piero Taruffi         | Ferrari            | 1:58.2    | + 5.0  |
| 7      | 40 | Felice Bonetto        | Alfa Romeo         | 1:58.3    | + 5.1  |
| 8      | 30 | Reg Parnell           | BRM                | 2:02.2    | + 9.0  |
| 9      | 36 | Toulo de Graffenried  | Alfa Romeo         | 2:05.2    | + 12.0 |
| 10     | 32 | Ken Richardson        | BRM                | 2:05.6    | + 12.4 |
| 11     | 48 | André Simon           | Simca-Gordini      | 2:08.0    | + 14.8 |
| 12     | 50 | Maurice Trintignant   | Simca-Gordini      | 2:08.9    | + 15.7 |
| 13     | 46 | Robert Manzon         | Simca-Gordini      | 2:09.0    | + 15.8 |
| 14     | 24 | Yves Giraud-Cabantous | Talbot-Lago-Talbot | 2:09.3    | + 16.1 |
| 15     | 18 | Louis Rosier          | Talbot-Lago-Talbot | 2:10.8    | + 17.6 |
| 16     | 12 | Chico Landi           | Ferrari            | 2:11.2    | + 18.0 |
| 17     | 20 | Louis Chiron          | Talbot-Lago-Talbot | 2:12.1    | + 18.9 |
| 18     | 44 | Franco Rol            | OSCA               | 2:13.4    | + 20.2 |
| 19     | 16 | Peter Whitehead       | Ferrari            | 2:16.2    | + 23.0 |
| 20     | 22 | Pierre Levegh         | Talbot-Lago-Talbot | 2:16.5    | + 23.3 |
| 21     | 26 | Johnny Claes          | Talbot-Lago-Talbot | 2:18.6    | + 25.4 |
| 22     | 28 | Jacques Swaters       | Talbot-Lago-Talbot | 2:18.8    | + 25.6 |
| 23     | 14 | Rudi Fischer          | Ferrari            | Žádný čas | –      |
| 24     | 32 | Hans Stuck            | BRM                | Žádný čas | –      |
| Zdroj: |    |                       |                    |           |        |

## Závod
Poté, co Ferrari vyhrálo předchozí dva závody ve Velké Británii a v Německu, Juan Manuel Fangio vrátil úder v nemistrovském závodě v Bari. Již kvalifikace ukázala vyrovnanost obou týmů, v první řadě stáli dvě Alfy a dvě Ferrari. Druhá řada byla opět rudá a jen zelené BRM Rega Parnella narušovala její kompletnost. BRM nakonec oba své vozy stáhl a do závodu neodstartovaly pro problémy s mazáním.
Nejlépe odstartoval Fangio s Ascarim, který se ve třetím kole před Fangia dostal. Poté se strhla bitva o vedení právě mezi oběma aktéry v boji o titul. Mezitím odstoupily dvě Alfy, v prvním kole de Graffenried a v šestém kole Farina, i když Farina dokázal převzít vůz po Bonettim a dojet na třetím místě. Ve třináctém kole musel Fangio do boxu a na čele se ocitla hned trojice vozů Ferrari (Ascari, Gonzalez, Villoresi). Ascari s Gonzalezem své pozice již nikomu nepřepustili, mezitím se strhl boj o třetí příčku. Nejprve se Bonetto prosmykl před Villoresiho a vzápětí ho zdolal i Fangio, který se po návratu na trať propadl na páté místo. Ve třicátém kole se v Bonettově voze objevil Farina a po Fangiově odstoupení ve 39 kole zachránil Alfě třetí příčku. Ze zbytku světa se nejlépe dařilo, na šesté pozici, Simonovi na Simce, který ovšem ztrácel na italské vozy 6 kol. Vítězství Ascariho a odstoupení Fangia udělalo šampionát ještě zajímavějším, neboť rozdíl mezi oběma kandidáty byly pouhé dva body

### Výsledky
| Poř.   | No. | Jezdec                     | Konstruktér        | Počet kol | Čas/Odstoupení  | Pořadí na startu | Body |
| ------ | --- | -------------------------- | ------------------ | --------- | --------------- | ---------------- | ---- |
| 1      | 2   | Alberto Ascari             | Ferrari            | 80        | 2:42:39.3       | 3                | 8    |
| 2      | 6   | José Froilán González      | Ferrari            | 80        | +24.6           | 4                | 6    |
| 3      | 40  | Felice Bonetto Nino Farina | Alfa Romeo         | 79        | +1 kolo         | 7                | 231  |
| 4      | 4   | Luigi Villoresi            | Ferrari            | 79        | +1 kolo         | 5                | 3    |
| 5      | 8   | Piero Taruffi              | Ferrari            | 78        | +2 kola         | 6                | 2    |
| 6      | 48  | André Simon                | Simca-Gordini      | 74        | +6 kol          | 11               |      |
| 7      | 18  | Louis Rosier               | Talbot-Lago-Talbot | 73        | +7 kol          | 15               |      |
| 8      | 24  | Yves Giraud-Cabantous      | Talbot-Lago-Talbot | 72        | +8 kol          | 14               |      |
| 9      | 44  | Franco Rol                 | OSCA               | 67        | +13 kol         | 18               |      |
| Ret    | 38  | Juan Manuel Fangio         | Alfa Romeo         | 39        | Motor           | 1                |      |
| Ret    | 50  | Jean Behra2                | Simca-Gordini      | 29        | Motor           | 12               |      |
| Ret    | 46  | Robert Manzon              | Simca-Gordini      | 29        | Motor           | 13               |      |
| Ret    | 20  | Louis Chiron               | Talbot-Lago-Talbot | 23        | Zapalování      | 17               |      |
| Ret    | 22  | Pierre Levegh              | Talbot-Lago-Talbot | 9         | Motor           | 20               |      |
| Ret    | 28  | Jacques Swaters            | Talbot-Lago-Talbot | 7         | Přehřívání      | 22               |      |
| Ret    | 34  | Nino Farina                | Alfa Romeo         | 6         | Motor           | 2                |      |
| Ret    | 26  | Johnny Claes               | Talbot-Lago-Talbot | 4         | Čerpadlo        | 21               |      |
| Ret    | 36  | Toulo de Graffenried       | Alfa Romeo         | 1         | Kompresor       | 9                |      |
| Ret    | 16  | Peter Whitehead            | Ferrari            | 1         | Magneto         | 19               |      |
| Ret    | 12  | Chico Landi                | Ferrari            | 0         | Převodovka      | 16               |      |
| DNS    | 30  | Reg Parnell                | BRM                | 0         | Nenastartování  | 8                |      |
| DNS    | 32  | Ken Richardson             | BRM                | 0         | Nenastartování  | 10               |      |
| DNS    | 14  | Rudi Fischer               | Ferrari            | 0         | Nenastartování  |                  |      |
| DNS    | 32  | Hans Stuck                 | BRM                | 0         | Rezervní jezdec |                  |      |
| DNS    | 50  | Maurice Trintignant        | Simca-Gordini      | 0         | Nevolnost       |                  |      |
| Zdroj: |     |                            |                    |           |                 |                  |      |

Poznámky
- ^1 – Včetně bodu navíc za nejrychlejší kolo.
- ^2 – Jean Behra tajně nahradil Trintignanta, kterému nebylo dobře. Tým o tom neinformoval organizátory, protože by tým přišel o část startovného. Behra si dokonce vzal Trintignantovu přilbu, aby se zamaskoval.

### Nejrychlejší kolo
- Giuseppe Farina 1'56.5 Alfa Romeo
- 5. nejrychlejší kolo pro Giuseppe Farinu
- 12. nejrychlejší kolo pro Alfu Romeo
- 5. nejrychlejší kolo pro Itálii
- 1. nejrychlejší kolo pro vůz se startovním číslem 40

### Vedení v závodě
- 1-3 kolo Juan Manuel Fangio
- 4-7 kolo Alberto Ascari
- 8-13 kolo Juan Manuel Fangio
- 14-80 kolo Alberto Ascari

### Postavení na startu
- Juan Manuel Fangio 1'53.2 Alfa Romeo
- 8. Pole position pro Juana Manuela Fangia
- 10. Pole position pro Alfu Romeo
- 9. Pole position pro Argentinu
- 1. Pole position pro vůz se startovním číslem 38

### Zajímavosti
- V závodě debutovali Chico Landi, Ken Richardson, Hans Stuck
- Byly představeny vozy Alfa Romeo 159M, OSCA 4500G
- První pole positions pro startovní číslo 38
- První nejrychlejší kolo pro startovní číslo 40
- 10 pole positions pro Alfu Romeo

| Pole position      | Vítězství      | Nej. kolo       |
| Juan Manuel Fangio | Alberto Ascari | Giuseppe Farina |
| Alfa Romeo 159     | Ferrari 375    | Alfa Romeo 159  |
| 1'53.2             | 2:42'39.3      | 1'56.5          |
| 200.353 km/h       | 185.915 km/h   | 194.678 km/h    |
| ------------------ | -------------- | --------------- |

### Stav MS
| *  | Jezdec                | Body |
| -- | --------------------- | ---- |
| 1  | Juan Manuel Fangio    | 27   |
| 2  | Alberto Ascari        | 25   |
| 3  | José Froilan González | 21   |
| 4  | Giuseppe Farina       | 17   |
| 5  | Luigi Villoresi       | 15   |
| 6  | Piero Taruffi         | 10   |
| 7  | Lee Wallard           | 9    |
| 8  | Mike Nazaruk          | 6    |
| 9  | Felice Bonetto        | 6    |
| 10 | Luigi Fagioli         | 5    |
| 11 | Reg Parnell           | 5    |
| 12 | Louis Rosier          | 3    |
| 13 | Consalvo Sanesi       | 3    |
| 14 | Andy Linden           | 3    |
| 15 | Jack McGrath          | 2    |
| 16 | Manny Ayulo           | 2    |
| 17 | Yves Giraud-Cabantous | 2    |
| 18 | Toulo de Graffenried  | 2    |
| 19 | Bobby Ball            | 2    |

| * | Jezdec         | Body |
| - | -------------- | ---- |
| 1 | Itálie         | 91   |
| 2 | Argentina      | 48   |
| 3 | USA            | 24   |
| 4 | Francie        | 5    |
| 5 | Velká Británie | 5    |
| 5 | Švýcarsko      | 2    |

## Průběžné pořadí po závodě

### Pohár jezdců
|        | Poř. | Jezdec                | Body    |
| ------ | ---- | --------------------- | ------- |
|        | 1    | Juan Manuel Fangio    | 27 (28) |
|        | 2    | Alberto Ascari        | 25      |
|        | 3    | José Froilán González | 21      |
|        | 4    | Nino Farina           | 17 (18) |
|        | 5    | Luigi Villoresi       | 15 (18) |
| Zdroj: |      |                       |         |